# Wasa Wasa
| Recensione              | Giudizio        |
| ----------------------- | --------------- |
| AllMusic                | [ 1 ]           |
| Sputnikmusic            | 4.0 (Excellent) |
| Dizionario del Pop-Rock | [ 3 ]           |

Wasa Wasa è il primo album in studio del gruppo musicale rock britannico Edgar Broughton Band, pubblicato nel luglio del 1969.

## Tracce
Lato A
1. Death of an Electric Citizen – 6:05 (Edgar Rob Broughton, Steve Broughton, Arthur Grant)
2. American Boy Soldier – 4:21 (Edgar Rob Broughton, Steve Broughton, Arthur Grant)
3. Why Can't Somebody Love Me? – 5:05 (Edgar Rob Broughton)
4. Neptune – 4:17 (Steve Broughton)
5. Evil – 2:34 (Edgar Rob Broughton)

Lato B
1. Crying – 5:12 (Edgar Rob Broughton)
2. Love in the Rain – 3:43 (Edgar Rob Broughton)
3. Dawn Crept Away – 13:59 (Edgar Rob Broughton, Steve Broughton)

Edizione CD del 2004, pubblicato dalla Harvest Records (07243 8 64112 2 8)
1. Death of an Electric Citizen – 6:05 (Edgar Rob Broughton, Steve Broughton, Arthur Grant)
2. American Boy Soldier – 4:21 (Edgar Rob Broughton, Steve Broughton, Arthur Grant)
3. Why Can't Somebody Love Me? – 5:05 (Edgar Rob Broughton)
4. Neptune – 4:17 (Steve Broughton)
5. Evil – 2:34 (Edgar Rob Broughton)
6. Crying – 5:12 (Edgar Rob Broughton)
7. Love in the Rain – 3:43 (Edgar Rob Broughton)
8. Dawn Crept Away – 13:59 (Edgar Rob Broughton, Steve Broughton)
9. Messin' with the Kid – 2:48 (Kelvin London) – Bonus Track (Demo) - Previously Unreleased
10. Waterloo Man – 4:08 (Edgar Rob Broughton) – Bonus Track (Demo) - Previously Unreleased
11. Jacqueline – 3:38 (Big Bill Broonzy) – Bonus Track (Demo) - Previously Unreleased
12. Tellin' Everybody – 2:26 (Edgar Rob Broughton) – Bonus Track - Previously Unreleased
13. Untitled Freak Out – 9:47 (Arthur Grant, Edgar Rob Broughton, Steve Broughton) – Bonus Track - Previously Unreleased

- Brani bonus tracks: #9, #10, #11 e #12, registrati fine 1965-1966
- Brano bonus track: #13, registrato il 21 gennaio 1969 al Abbey Road Studio Three di Londra

## Musicisti
- Edgar Rob Broughton - voce, chitarra
- Arthur Grant - basso, voce
- Steve Broughton - batteria

Musicista aggiunto (ex-componente iniziale del gruppo)
- Victor Unitt - chitarra, armonica (Brani bonus CD: #9, #10, #11 e #12)

Note aggiuntive
- Peter Jenner - produttore (per la Blackhill Enterprises)
- Registrazioni effettuate al E.M.I. Studios di Londra, Inghilterra
- Peter Mew e Peter Brown - ingegneri delle registrazioni
- Dick Imrie - fotografie
- Jim Epps - design interno copertina album
- John Hopkins - note interne all'album[5][6]